# ISO 3166-2:IL
ISO 3166-2:IL est l'entrée pour Israël dans l'ISO 3166-2, qui fait partie du standard ISO 3166, publié par l'Organisation internationale de normalisation (ISO), et qui définit des codes pour les noms des principales administration territoriales (e.g. provinces ou États fédérés) pour tous les pays ayant un code ISO 3166-1.

## District (6)
Les noms des subdivisions sont listés selon l'usage de la norme ISO 3166-2, publiée par l'agence de maintenance de l'ISO 3166 (ISO 3166/MA).
| Code  | nom de la subdivision | nom de la subdivision       | nom de la subdivision      |
| Code  | en français           | en hébreu                   | en arabe                   |
| ----- | --------------------- | --------------------------- | -------------------------- |
| IL-D  | District sud          | HaDarom / מחוז הדרום        | Al Janūbī / لواء الجنوب    |
| IL-M  | District centre       | HaMerkaz / מָחוֹז הַמֶרְכָּז       | Al Awsaṭ / المنطقة الوسطى  |
| IL-Z  | District nord         | HaTsafon / מחוז הצפון       | Ash Shamālī / منطقة الشمال |
| IL-HA | District de Haïfa     | H̱efa / מחוז חיפה            | Ḥaifā / منطقة حيفا         |
| IL-TA | District de Tel Aviv  | Tel-Aviv / מָחוֹז תֵּל אָבִיב     | Tall Abīb / منطقة تل أبيب  |
| IL-JM | District de Jérusalem | Yerushalayim / מחוז ירושלים | Al Quds / منطقة القدس      |

Le district de Judée et Samarie, correspondant à la Cisjordanie et contrôlée par l'État de Palestine n'est pas intégré dans la norme.
Historiques des changements
- 3 novembre 2014 : Mise à jour de la Liste Source
- 27 novembre 2015 : Mise à jour de la Liste Source
- 15 novembre 2016 : Modification du système de romanisation "BGN/PCGN (ara) " par "BGN/PCGN 1956 (ara)"; modification du système de romanisation "Israeli national romanization 1957, updated to 2006 (he)" par "Israeli national romanization 1957, updated to 2006"; ajout d’une variation locale pour IL-JM, IL-M, IL-D, IL-Z, IL-HA, IL-TA; modification de l'orthographe de IL-, L-D, IL-Z, IL-HA, IL-TA en heb
- 20 avril 2018 : Correction de la variation locale de IL-Z